# Páporotni (Apsheronsk, Krasnodar)
Páporotni (del ruso: Кра́сная Го́рка) es un jútor del raión de Apsheronsk del krai de Krasnodar, en Rusia. Está situado en las vertientes septentrionales del Cáucaso Occidental, 21 km al oeste de Apsheronsk y 84 km al sureste de Krasnodar, la capital del krai. 
Pertenece al municipio urbano Jadyzhenskoye.